# 和硕公主 (岳托女)
和硕公主（1615年—1637年），后金格格，皇太极的侄孙女及养女，克勤郡王岳托之女，後封為和碩公主。

## 生平
万历四十三年（乙卯年，1615年）二月初二日亥時出生，生母福晋哈达那拉氏为吴尔古代和莽古濟之女，即努爾哈赤的外孫女，故而和碩公主為努爾哈赤的外曾孫女。天聪二年（1628年）正月，時年十四歲的格格下嫁科尔沁部满珠习礼。满珠习礼为皇太极大福晋哲哲之侄子、福晋布木布泰之兄。天聪七年（1633年）四月二十八日，格格与丈夫满朱习礼及其家族朝见皇太极。拜见皇太极时，念及伯父莽古尔泰贝勒（實為舅公），凄然恸哭，皇太极和诸贝勒亦泪目。該年五月初九日，皇太極聽聞格格生子後，亦有所赏赐。《清史稿·公主表》未提及她被册封为和硕公主的具体时间。有文章称，崇德二年（1637年）七月，派遣大学范文程前往游牧处册封格格为和硕公主；同月十九日，和碩公主逝世，年僅二十三歲。

## 备注
1. 1 2  武亚芹文章[3]，但未提供来源。相关内容：“满珠习礼之妻和硕公主：清太宗兄克勤郡王岳托长女，明万历四十三年二月初二日亥时生，福晋哈达那拉氏出，是莽古济格格的外孙女。以清太宗抚养女之名，于天聪二年（1628）十四岁下嫁第一代达尔罕亲王满珠习礼，七年五月归宁生子于京师，不久返回藩部。崇德二年七月遣大学士范文程前往游牧处册封公主为和硕公主号，此月十九日卒，年二十三。